# No Picnic
No Picnic es una película escrita y dirigida por Philip Hartman. Fue filmada en blanco y negro en Nueva York en el año 1985 y estrenada dos años después en el Festival de Cine de Sundance, donde ganó un premio por su fotografía
Descrita como "una carta de amor cinematográfico a una Nueva York pre-aburguesada, la película captura el East Village de los años 1980. Dentro del soundtrack de la película se encuentran intérpretes como The Raunch Hands, Lenny Kaye, Charles Mingus, Fela Kuti, Richard Hell y Student Teachers, entre otros. Entre los actores se encuentran Richard Hell, Luis Guzmán y Steve Buscemi.

## Argumento
Un músico fracasado, Macabee Cohen (David Brisbin), se gana la vida con un servicio musical de jukebox en el barrio, mientras se encuentra en la búsqueda de la mujer de sus sueños. El evidente aburguesamiento a su alrededor es angustiante y resalta su malograda vida, lo que se incrementa cuando se enfrenta a individuos que le recuerdan a su antiguo grupo de punk rock y el tipo de la secundaria que se quedó con la mujer que deseaba.

## Reparto
| Actor          | Personaje         |
| -------------- | ----------------- |
| David Brisbin  | Mac               |
| Clare Bauman   | The Fan           |
| Ryan Cutrona   | Proxeneta vivo    |
| Anne D'Agnillo | Anne              |
| Luis Guzmán    | Arroyo            |
| Richard Hell   | Inquilino enojado |
| Steve Buscemi  | Proxeneta muerto  |